# Bob Skoronski
Bob Skoronski (geboren als Robert Francis Skowronski; * 5. März 1934 in Ansonia, Connecticut; † 30. Oktober 2018 in Middleton) war ein US-amerikanischer American-Football-Spieler auf der Position des Offensive Tackles. Er spielte für die Green Bay Packers in der National Football League (NFL).

## Frühe Jahre
Skoronski wuchs in Derby, Connecticut, mit drei Brüdern und einer Schwester auf. Bis 1951 ging er auf die Highschool in Fairfield, Connecticut. Danach besuchte er für ein Jahr die Admiral Billiard Accademy in New London, Connecticut. Später spielte er Collegefootball für die Indiana University Bloomington.

## NFL
Skoroniski wurde im NFL-Draft 1956 in der fünften Runde an 56. Stelle von den Green Bay Packers ausgewählt. In seiner ersten NFL-Saison wurde er direkt zum Starter als linker Tackle aufgestellt. Nach der Saison diente er zwei Jahre für die US Air Force, ehe er zur Saison 1959 unter Head Coach Vince Lombardi wieder zurück in den Packers-Kader aufgenommen wurde. Er wurde zum Kapitän der Offense ernannt und gewann mit den Packers 1961, 1962, 1965, 1966 und 1967 die NFL. 1966 wurde er in den Pro Bowl gewählt und er gewann mit den Packers den Super Bowl I und den Super Bowl II.
Nach seiner elften Saison bei den Packers trat er im Juni 1968 vom professionellen American Football zurück und er wurde 1976 in die Green Bay Packers Hall of Fame aufgenommen.

## Persönliches
Bob Skoronski hat drei Söhne und eine Tochter.
Skoronski litt an der Alzheimer-Krankheit, bevor er am 30. Oktober 2018 in Middleton, Wisconsin, starb.
Sein Enkel Peter Skoronski spielte Collegefootball für die Northwestern University und wurde in der ersten Runde des NFL Draft 2023 an elfter Stelle von den Tennessee Titans ausgewählt.